# Günther Jansen (Politiker, 1936)

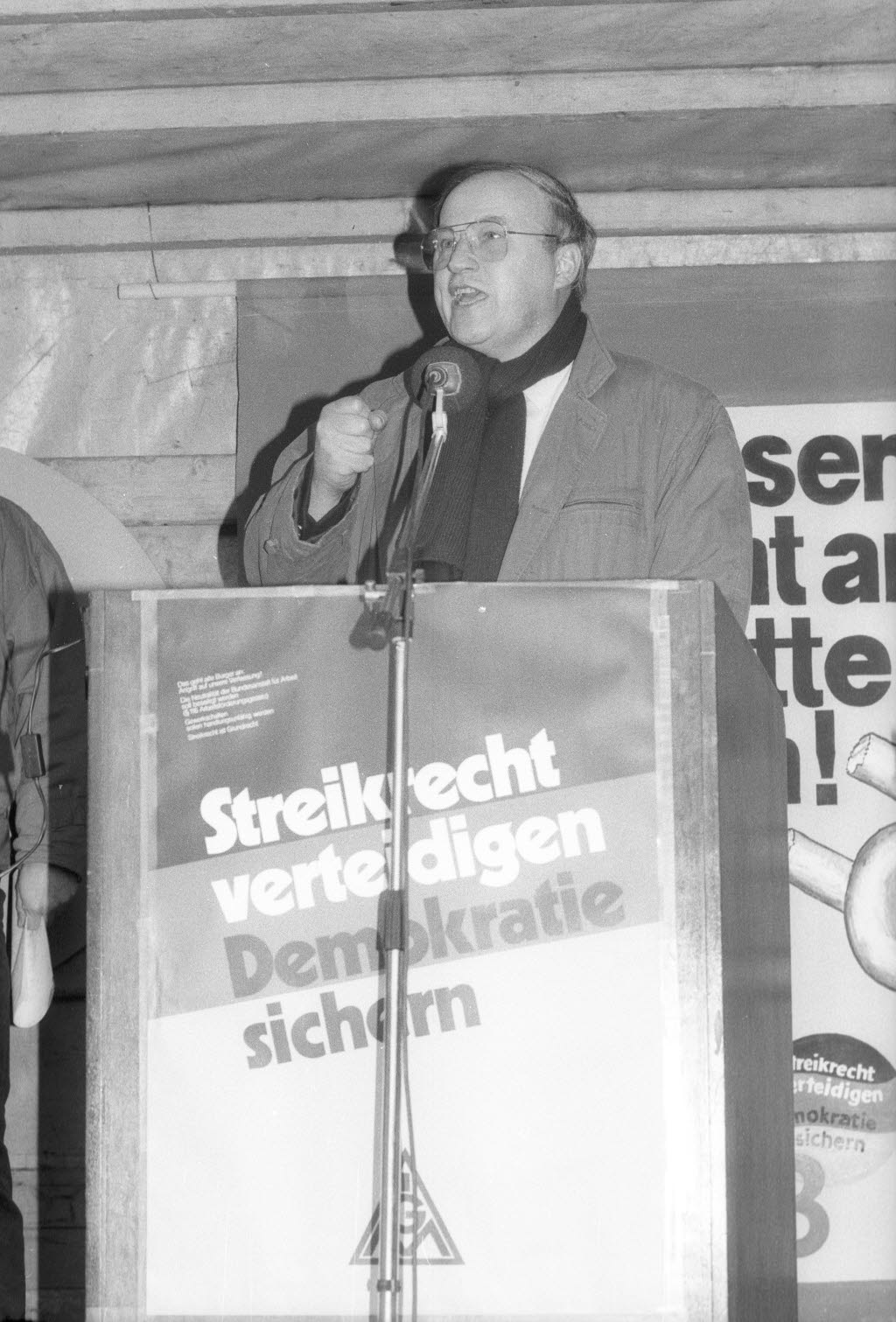
Günther Jansen als Redner bei einer Demonstration des Deutschen Gewerkschaftsbundes auf dem Kieler Rathausplatz (1986)

Günther Jansen (* 14. Juli 1936 in Eutin) ist ein deutscher Politiker der SPD.
Jansen war von 1988 bis 1993 Sozialminister und von 1992 bis 1993 auch Stellvertreter des Ministerpräsidenten des Landes Schleswig-Holstein.

## Ausbildung und Beruf
Jansen verließ das Gymnasium vorzeitig mit der Mittleren Reife und absolvierte anschließend eine Ausbildung in der Verwaltung, die er mit der Verwaltungsprüfung für den gehobenen Dienst beendete. Anschließend war er bis 1969 als Amtmann bei der Verwaltung des Kreises Eutin tätig. Ab 1970 war er hauptamtlicher Bürgermeister der Gemeinde Süsel.

## Politische Tätigkeit
Seit 1959 ist Günther Jansen Mitglied der SPD. Hier engagierte er sich zunächst bei den Jusos, deren schleswig-holsteinischer Landesvorsitzender er von 1967 bis 1969 war. Von 1969 bis 1975 war er stellvertretender Landesvorsitzender und von 1975 bis 1987 schließlich Landesvorsitzender der SPD in Schleswig-Holstein.
Günther Jansen war von 1980 bis zu seinem Ausscheiden am 16. Juni 1988 Mitglied des Deutschen Bundestages. Er war 1980 als direkt gewählter Abgeordneter des Wahlkreises Ostholstein und danach stets über die Landesliste Schleswig-Holstein in den Bundestag eingezogen.
Am 31. Mai 1988 wurde er als Minister für Soziales, Gesundheit und Energie in die von Ministerpräsident Björn Engholm geführte Landesregierung von Schleswig-Holstein berufen. Nach der Landtagswahl 1992 übernahm er am 5. Mai 1992 die Leitung des Ministeriums für Arbeit und Soziales, Jugend, Gesundheit und Energie und wurde gleichzeitig zum Stellvertreter des Ministerpräsidenten ernannt.
Am 23. März 1993 trat Jansen von seinem Ministeramt zurück, nachdem Unwahrheiten im Zusammenhang mit der Barschel-Affäre bekannt wurden. Auch hatte Jansen dem ehemaligen Medienreferenten in der Staatskanzlei Reiner Pfeiffer in zwei Tranchen insgesamt zwischen 40.000 und 50.000 DM – bezüglich der Summe gibt es widersprüchliche Angaben – über den damaligen SPD-Pressesprecher Klaus Nilius in bar zukommen lassen. Pfeiffer war maßgeblich in die Barschel-Affäre verwickelt, und er hatte dadurch zum Sturz des Ministerpräsidenten Uwe Barschel (CDU) beigetragen. Jansen gab an, er habe das Geld aus Mitgefühl für den inzwischen arbeitslosen Pfeiffer in seiner Küchenschublade gesammelt. Deshalb trug diese Angelegenheit die Bezeichnung Schubladenaffäre, in deren Folge Björn Engholm als Ministerpräsident von Schleswig-Holstein und als Parteivorsitzender sowie als Kanzlerkandidat der SPD zurücktrat.

## Ehrungen
2004 wurde Jansen von der damaligen Ministerpräsidentin Heide Simonis für „sein herausragendes bürgerschaftliches Engagement […], insbesondere sein[en] Einsatz als ehrenamtlicher Vorsitzender des Übergangsvorstandes des Universitätsklinikums Schleswig-Holstein“, wo er die Grundlagen für die Integration der „beiden Universitäts-Standorte Kiel und Lübeck in ein gemeinsames Unternehmen“ schuf, mit der Ehrenprofessur des Landes Schleswig-Holstein ausgezeichnet.

## Familie und Privates
Günther Jansen ist verheiratet und hat zwei Kinder.